# Buran (Wind)
Der Buran ist ein sehr starker Sturm, der aus Nordosten vor allem in den Steppen- und Wüstengebieten im nordwestchinesischen Xinjiang, an der unteren Wolga, in Kasachstan und Westsibirien weht.
Man unterscheidet zwei Arten:
- Der Sommerburan, ein Sandsturm, ist drückend heiß und führt große Mengen Staub oder Sand mit sich. In den Wüsten Lop Nor und Taklamakan heißt er auch Kara buran (= schwarzer Buran).
- Der Winterburan ist dagegen eisig kalt und wirbelt vor allem Schnee auf und transportiert diesen mit sich.

Aus dem Winterburan leitet sich der Name der Raumfähre Buran ab.
Der Schnee-/Sandsturm erzeugt verdichteten Schnee bzw. Sandstaub auf Straßen. Ein mehrtägiger Sturm lähmt oft den Verkehr auf den Hauptstraßen und schränkt die Abfahrt von Fahrzeugen außerhalb von Ballungszentren ein. Dutzende von Menschen werden jährlich Opfer von Stürmen.